# 蒙特福尔蒂诺
蒙特福尔蒂诺（義大利語：Montefortino），是意大利费尔莫省的一个市镇。总面积78.49平方公里，人口1261人，人口密度16.1人/平方公里（2009年）。ISTAT代码为044037。